# Agö hamn
Agö hamn är ett fiskeläge kring en skyddad vik på Agöns södra sida i Hudiksvalls kommun, Gävleborgs län.
På Agön finns mycket gamla, kanske medeltida lämningar efter spismurar och gistvallar. Den nuvarande hamnen tillkom 1600 och användes av Gävlefiskarna. Sedermera övertogs fisket av ortsbor. År 1832 bestod hamnlaget av 34 borgare och dessutom sex hushåll av hjälpfolk. Man fiskade då med 15 notar och 30 skötbåtar. På 1930-talet fanns fem fiskare på Agön.
Förr fanns året-runt-boende i fiskeläget, med idag befolkas hamnen endast under sommarhalvåret.
Här ligger även Agö kapell. Området ingår i naturreservatet Agön-Kråkön.